# Children’s Town Malambanyama
Children’s Town Malambanyama ist eine Schule für ehemalige Straßenkinder der Nichtregierungsorganisation „Development Aid from People to People in Zambia“ (DAPP), einer Partnerorganisation der Nichtregierungsorganisation Humana People to People.

## Geographische Lage
Die Schule befindet sich 100 km nordwestlich der Hauptstadt Lusaka (über Landless Corner), im Chibombo-Distrikt der Zentral-Provinz Sambias, fünf Kilometer südlich des Dorfes Malambanyama an der Straße nach Mumbwa.

## Aufgabe
Zirka eine Million Waisenkinder in Sambia, die nicht mehr vom traditionellen Netzwerk der afrikanischen Großfamilien aufgefangen werden können, leben unter elenden Bedingungen und steter Bedrohung auf den Straßen der Großstädte von Kleinsthandel, Diebstahl, Drogenverkauf und Prostitution. Die Einrichtung bietet eine förderliche Umgebung und schulische Ausbildung für durchschnittlich 330 von ihnen. Die meist 8- bis 14-jährigen Jugendlichen werden von der staatlichen Sozialfürsorge identifiziert und von Mitarbeitern des Projektes auf ihre Bedürftigkeit überprüft, bevor sie aufgenommen werden. Gleichzeitig ist die Schule ein Zentrum zur Unterstützung benachteiligter Kinder und ihrer Gastfamilien für die umliegenden 348 Dörfer.
Im vierten Quartal 2006 hatte die Einrichtung 179 Tagesschüler, sowie 106 Schüler und Schülerinnen, die – eingeteilt in „Familien“ von 5 bis 15 Kindern mit je einem Erzieher – dort kostenlos Unterkunft, Verpflegung, Bekleidung, Unterrichtsmaterial und individuelle Betreuung erhalten. 45 Jugendliche gingen auf eine weiterführende Schule. Mit einem leicht überwiegenden Anteil an Mädchen wird das UNESCO-Ziel Education For All (EFA) angestrebt.

## Schulischer Werdegang
Vier Lehrerinnen und acht Lehrer, die eine formale pädagogische Ausbildung durchlaufen haben und Fortbildungskurse besuchen, unterrichten zehn Klassen nach dem Lehrplan der öffentlichen Schulen Sambias. Großer Wert wird auf das Erlernen der englischen Sprache gelegt, die in Sambia von der Kolonialzeit her Amtssprache und das verbindende Glied zwischen den acht offiziellen Landessprachen und 72 Dialekten ist.
Daneben werden den Kindern fünf Schritte in praktischen Fächern angeboten:
1. „Erkundung“ (Kennenlernen der Umgebung und ihrer Natur, soziale Integration, Unfallverhütung, Erste Hilfe, Hygiene, HIV/AIDS)
2. grundlegende Fertigkeiten und Verantwortung, Kaufen und Verkaufen, Haltung von Haustieren (Ziegen, Schafe, Kaninchen, Enten, Esel)
3. Hauswirtschaft (u. a. hygienische Nahrungszubereitung), biologische Gemüsegärtnerei, Kunsthandwerk
4. Landwirtschaft I (Produktion von Mais, Erdnüssen, Bohnen; Mithilfe bei der Nahrungsmittelversorgung der Küche)
5. Landwirtschaft II, Abschlussjahr der Klassen 7 und 8 (Praxis in Schweine- und Hühnerhaltung, Feldbau)

## Freizeitbeschäftigungen
Um die an Ungebundenheit gewöhnten früheren Straßenkinder in der schulfreien Zeit zu beschäftigen, wird Sport und Kultur eine wichtige Rolle zugewiesen. Die Schule hat Fußball-, Volleyball- und „Netball“-Teams, mit denen sie auf lokaler und überlokaler Ebene an Wettbewerben teilnimmt. Sie hat einen Chor, eine Blaskapelle, eine Steeldrum-Band, eine Schauspiel- und eine Tanzgruppe, die als wichtiger Teil der gesamten schulischen Erziehung auch die häufigen Feste gestalten und um Sponsoren werben. Diese Tätigkeiten stärken das Selbstbewusstsein aller Mitglieder der Schulgemeinschaft und die Verbindung zu den Bewohnern der benachbarten Dörfer, in denen die Schule durch ein Außenprogramm weitere 7680 Waisen und gefährdete Kinder erreicht. Zu den Quartals-Abschlussprüfungen kommen von dort Hunderte Angehörige und Nachbarn, um neben den offiziellen Abschlüssen in sogenannten „people’s examinations“ gemeinsam zu prüfen, was die Kinder gelernt haben.
Schüler, die sich nicht für die Klassen 7 und 8 qualifizieren konnten, werden darin unterstützt, sich in der Nachbarschaft in praktischen Tätigkeiten selbständig zu machen. Sehr gute Schüler erhalten ein Stipendium des Erziehungsministeriums, des Chibombo Distrikts, von DAPP und anderen für den Besuch weiterführender Schulen bis zur 12. Klasse. Anfang 2007 hatten 1.400 Kinder die Schule besucht.

## Geschichte
Die Schule wurde 1990 von DAPP und dem jetzigen Direktor Moses Zulu gegründet. Ein lokaler Chief erlaubte die Nutzung eines brachliegenden Geländes. Man begann mit zwei Kindern in Zelten. Mit selbst gebrochenen Steinen und handgeformten Ziegeln wurden nach und nach sechs Schlafhäuser, ein angemessener Gebäudekomplex für Unterricht und Versammlungen, einige einfache Lehrerhäuser, eine Küche und Latrinen errichtet. Nach elf Jahren konnte Elektrizität angeschlossen werden für abendliches Lernen, für die Pumpe eines Trinkwasser-Speichers, für Computer und Fernseher. Ein gut ausgestattetes Krankenhaus, Post, Telefon und Internet sind 2007 nach wie vor nur in Lusaka erreichbar, außerhalb der Regenzeit drei Stunden Fahrzeit mit dem Auto. Busverbindung besteht einmal täglich.
Im Juli 2005 nahm der US-Sender PBS Moses Zulu in seine Serie „The New Heroes“ auf.
Bis 2018 haben über 2.500 Kinder die Schule besucht.

## Partner
- OPEC-Fonds für Internationale Entwicklung
- Global Fund for Children, USA
- Children in Need Network (CHIN)
- FAWEZA (Forum for African Women Educationalists of Zambia)
- Zambia Red Cross Society
- Ministry of Community Development & Social Services, Zambia
- Ministry of Education, Zambia
- Ministry of Sports, Youth and Child Development, Zambia
- Planet Aid Canada und USA
- Humana-Organisationen in Zambia, Deutschland, Italien, Litauen, Norwegen und Spanien
- Africare

## Weitere HUMANA-Schulen für ehemalige Straßenkinder
- Street Children’s School Benguela, Angola[3]
- Street Children School Luanda, Angola[4]
- Children’s Town in Caxito, Angola[5]
- Street Children School Chimoio, Mosambik[6]
- Children’s Town Maputo, Mosambik[7]
- Ponesai Vanhu Technical College, Simbabwe[8]